# Pennisetum caffrum
Espèce
Synonymes
- Aristida caffra Bory[1]
- Cenchrus cafer Aristida cafra Bory (préféré par NCBI)[2]
- Gymnotrix thuarii P.Beauv.[1]
- Panicum thuarii (P.Beauv.) Raspail[1]
- Pennisetum caffrum[2]

Pennisetum caffrum est une espèce de plantes à fleurs monocotylédones de la famille des Poaceae (graminées), sous-famille des Panicoideae, endémique de l'île de La Réunion. Ce sont des plantes herbacées vivaces, cespiteuses, aux tiges (chaumes) dressées pouvant atteindre 50 cm de long et aux inflorescences en panicules spiciformes. On les rencontre en altitude et on peut les identifier facilement à leurs épis généralement de couleur violette.